# ラッシャー (潜水艦)

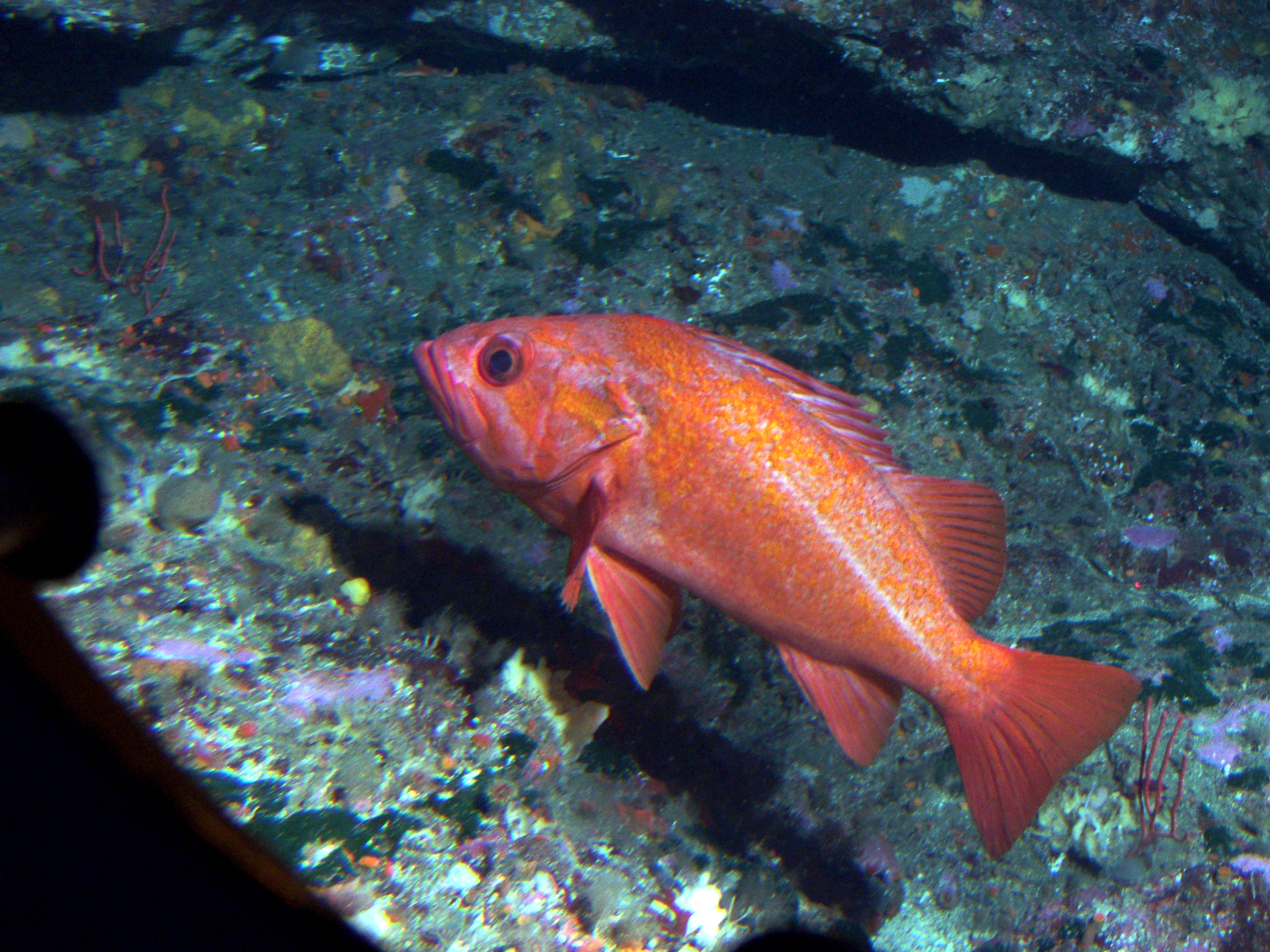
バーミリオン・ロックフィッシュ（通称Rasher）

ラッシャー (USS Rasher, SS/SSR/AGSS/IXSS-269) は、アメリカ海軍の潜水艦。ガトー級潜水艦の一隻。艦名はカリフォルニア沿岸に生息するメバル科に属するバーミリオン・ロックフィッシュの通称に因む。

## 艦歴
「ラッシャー」は年月日にウィスコンシン州マニトワックのマニトワック造船で起工する。1942年12月20日にG・C・ウィーバー夫人によって進水し、艦長エドワード・S・ハッチンソン少佐（アナポリス1926年組）の指揮下1943年6月8日に就役する。ミシガン湖での試験後に、搬送のため一時的に退役する。乾ドックに入れられミシシッピ川を下って、ニューオーリンズで艤装完了後再就役した。パナマで訓練後1943年8月8日にバルボアを出航し、9月11日にオーストラリアのブリスベンに到着した。

### 第1の哨戒 1943年9月 - 11月
9月24日、「ラッシャー」は最初の哨戒でセレベス海、マカッサル海峡方面に向かった。ダーウィンで給油をした後哨戒海域に到着。10月9日朝、南緯03度36分 東経127度44分 / 南緯3.600度 東経127.733度のアンボン島西岸沖アンボン湾口で輸送船団を発見し、魚雷を3本発射するも命中せず、さらに魚雷を3本発射して、2本を陸軍輸送船「こがね丸」（日本海運、3,131トン）に命中させて撃沈した。4日後の10月13日にも、南緯03度49分 東経127度40分 / 南緯3.817度 東経127.667度のアンボン港外アンボン灯台265度の沖合で、4隻の輸送船と2隻の護衛艦で構成され上空を零式水上観測機が監視していた輸送船団を発見。2つの目標に向けて、魚雷をそれぞれ3本ずつ発射し、陸軍輸送船「健国丸」（日神汽船、3,377トン）に命中してこれを撃沈した。直後から護衛艦の爆雷攻撃を受けたが、損害を受けなかった。「ラッシャー」はセレベス島の北方をめぐって航行し、10月31日には北緯01度25分 東経120度46分 / 北緯1.417度 東経120.767度のセレベス島トリトリの北で特設運送船（給油）「康良丸」（中村汽船、589トン）を発見し攻撃しようとしたが、零式水上観測機の妨害を受け夜まで攻撃できず、航空機の脅威がなくなってから魚雷を3本発射し、2本を命中させて「康良丸」を撃沈した。11月8日16時55分ごろ、「ラッシャー」は北緯00度22分 東経119度44分 / 北緯0.367度 東経119.733度の地点で、「第41号駆潜特務艇」の護衛を得てバリクパパンからダバオに向かっていたタンカー「端午丸」（拿捕船、元オランダ船タラン・アカー/三菱汽船委託、2,046トン）に向けて魚雷を3本発射し、魚雷は「端午丸」の船尾に命中して船尾をもぎ取って撃沈したが、「ラッシャー」の方では当初、撃沈とは考えていなかった。それでも、「ラッシャー」は静かにその場を去って反撃から逃れた。翌11月9日未明には北緯00度39分 東経119度04分 / 北緯0.650度 東経119.067度の地点で輸送船団を発見して魚雷を計6本発射し、タンカーに魚雷を命中させたと判断したが実際には命中はなく、護衛艦による盛んな反撃が観測の邪魔となり、結局戦果を判定することができなかった。11月24日、61日間の行動を終えてフリーマントルに帰投。艦長がウィラード・R・ラーション少佐（アナポリス1933年組）に代わった。

### 第2の哨戒 1943年12月 - 1944年1月
12月19日、ラッシャーは2回目の哨戒で「ブルーフィッシュ (USS Bluefish, SS-222) 」とウルフパックを構成し南シナ海に向かった。1944年1月4日未明に、北緯09度01分 東経106度38分 / 北緯9.017度 東経106.633度から北緯08度58分 東経106度43分 / 北緯8.967度 東経106.717度までのサイゴン港にいたる水路に機雷を敷設。同じ日の午後、「ラッシャー」は北緯06度45分 東経108度52分 / 北緯6.750度 東経108.867度のナトゥナ諸島北北東沖で、ミリからサンジャックに向かっていたタンカー3隻からなる船団を発見した。夜に入ってから北緯06度48分 東経108度50分 / 北緯6.800度 東経108.833度の地点にいたったところで先制攻撃を開始し、タンカーに向けて魚雷を4本発射したが、途中で爆発した。船団は混乱し、タンカーも護衛艦も右往左往している様子であった。22時10分ごろに「ブルーフィッシュ」がタンカー「八紘丸」（共同企業、6,046トン）を撃沈したが、これは先に「ラッシャー」が最初の攻撃目標としていたものであった。「ラッシャー」は2番目の攻撃目標を追うことにして、その目標に向けて魚雷を6本発射し、2本の命中は確認できたが沈没はしなかった。3番目の攻撃目標である特設運送船（給油）「紀洋丸」（浅野物産、7,251トン）を追跡し、1月5日朝に北緯05度46分 東経108度36分 / 北緯5.767度 東経108.600度の地点にいたったところで紀洋丸に対して魚雷を4本発射、うち2本が命中した瞬間、紀洋丸は大爆発を起こして轟沈した。1月11日夜には、北緯11度37分 東経109度20分 / 北緯11.617度 東経109.333度の地点で輸送船団を発見して魚雷を3本ずつ計6本発射し、爆発を確認するも3隻の護衛艦を発見したため逃走に移り、戦果確認は打ち切られる。1月17日夜にも南緯05度16分 東経123度18分 / 南緯5.267度 東経123.300度の地点で「愛国丸型輸送船」と駆逐艦を発見して最後に残った1本の魚雷を発射したが、失敗に終わった。1月24日、36日間の行動を終えてフリーマントルに帰投した。

### 第3、第4の哨戒 1944年2月 - 6月
2月19日、「ラッシャー」は3回目の哨戒でジャワ海を経てセレベス海方面に向かった。2月25日20時45分ごろ、南緯07度41分 東経115度10分 / 南緯7.683度 東経115.167度のバリ島シガラジャ北方40km地点でスラバヤからアンボンに向かっていた輸送船団を発見し、魚雷を4本発射。輸送船「丹後丸」（拿捕船、6,200トン）に3本命中させて撃沈し、2時間後には南緯07度55分 東経115度15分 / 南緯7.917度 東経115.250度の地点で陸軍輸送船「隆西丸」（中村汽船、4,805トン）に対して魚雷を4本発射し、うち3本命中させて撃沈した。「隆西丸」には陸軍兵士や船員など6,600名乗船していたが、そのうち兵士や船員合わせて4,968名が戦死した。3月3日には北緯03度17分 東経123度55分 / 北緯3.283度 東経123.917度のセレベス島マナド北方で輸送船団を発見し、追跡途中に航空機を発見したため中断するが、夜に入って再び発見して魚雷を6本発射。魚雷は陸軍輸送船「日泰丸」（日産汽船、6,484トン）に命中してこれを撃沈する。3月4日夜にも別の輸送船団を発見し、翌3月5日未明に北緯02度43分 東経126度44分 / 北緯2.717度 東経126.733度の地点で魚雷を2本と4本の計6本発射して、1本の命中を確認。明け方にさらに魚雷を4本発射したが、命中しなかった。3月12日には南緯07度57分 東経116度15分 / 南緯7.950度 東経116.250度の地点で哨戒艦艇を発見し、魚雷を4本発射したが当たらなかった。3月19日11時38分、南緯08度02分 東経115度25分 / 南緯8.033度 東経115.417度のバリ島北方沖で潜水艦「呂112」を発見し、艦尾から魚雷4本を発射したが、「呂112」が進路を変更したため命中しなかった。3月27日、「ラッシャー」は南緯07度27分 東経115度55分 / 南緯7.450度 東経115.917度のロンボク海峡で4隻の輸送船からなる輸送船団を発見し、二度にわたって魚雷を6本発射。この攻撃で陸軍輸送船「日南丸」（日産汽船、2,732トン）を撃沈した。4月4日、45日間の行動を終えてフリーマントルに帰投した。

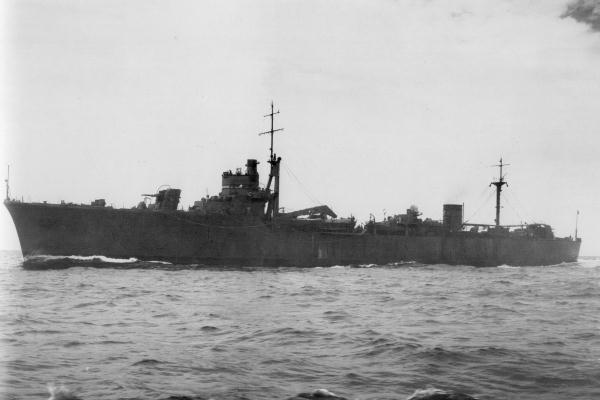
特務艦「塩屋」

4月30日、「ラッシャー」は4回目の哨戒でセレベス海に向かった。5月11日午後、南緯02度36分 東経126度02分 / 南緯2.600度 東経126.033度のブル島近海で5隻の輸送船団を発見し、翌5月12日未明まで七度にわたって魚雷を全て発射。これだけ攻撃を重ねたにもかかわらず、南緯03度28分 東経126度03分 / 南緯3.467度 東経126.050度の地点で特設運送船「朝威丸」（太興汽船、1,074トン）を撃沈しただけにとどまった。その後、5月17日に空母「サラトガ (USS Saratoga, CV-3) 」とイギリス空母「イラストリアス (HMS Illustrious, R87) 」の搭載機がスラバヤを空襲する（トランサム作戦）予定だったので、攻撃を支援する8隻の潜水艦の1隻に「ラッシャー」も選ばれ、ジャワ島の北方に位置して搭乗員救助と脱出艦船に対する攻撃を命じられた。空襲は成功裏に終わり、「ラッシャー」は5月21日にダーウィンに寄港して補給を行ったあと、元の任務に戻った。5月24日、南緯02度05分 東経127度28分 / 南緯2.083度 東経127.467度の地点でボアノ島近海でセイルボートを発見し、20ミリ機銃で撃沈した。5月29日午後には北緯03度40分 東経126度58分 / 北緯3.667度 東経126.967度のミンダナオ島南方で単独航行の特設運送船「安州丸」（朝鮮郵船、2,601トン）を発見し、魚雷を3本発射して1本を命中させたが沈没せず、逆に爆雷攻撃を受ける。「ラッシャー」は追撃を続け、日付が5月30日に変わった直後に再び魚雷を発射し、この攻撃で「安州丸」の後部に魚雷を命中させて撃沈することができた。6月8日午後には、北緯03度04分 東経124度02分 / 北緯3.067度 東経124.033度のセレベス島マナド沖で「浅間型練習艦」と「天津風型駆逐艦」を発見し、「浅間型練習艦」こと特務艦「塩屋」に対して魚雷を6本発射、5本命中させて撃沈した。6月14日、「ラッシャー」は北緯04度35分 東経122度23分 / 北緯4.583度 東経122.383度の地点で2隻の護衛艦を配した輸送船団を発見し、三度にわたって魚雷を計5本発射し、陸軍輸送船「広安丸」（広海汽船、3,183トン）の船尾に魚雷を命中させて撃沈した。6月17日には南緯03度46分 東経128度05分 / 南緯3.767度 東経128.083度の地点で中型輸送船に対して魚雷を発射して1本を命中させたと判断した。6月30日、は55日間の行動を終えてフリーマントルに帰投。艦長がヘンリー・G・ムンソン中佐（アナポリス1932年組）に代わった。

### 第5の哨戒 1944年7月22日 - 9月3日
7月22日、「ラッシャー」は5回目の哨戒でブルーフィッシュとともに南シナ海に向かった。8月5日22時55分ごろ、「ラッシャー」は北緯14度10分 東経117度12分 / 北緯14.167度 東経117.200度の中沙諸島スカボロー礁（黄岩島）沖でサマ臨時船団をレーダーで探知し追跡。翌8月6日未明に魚雷を6本発射し、船団中最も大きな輸送船だった陸軍輸送船「白金山丸」（三井船舶、4,739トン）の右舷に3本が命中し轟沈させた。

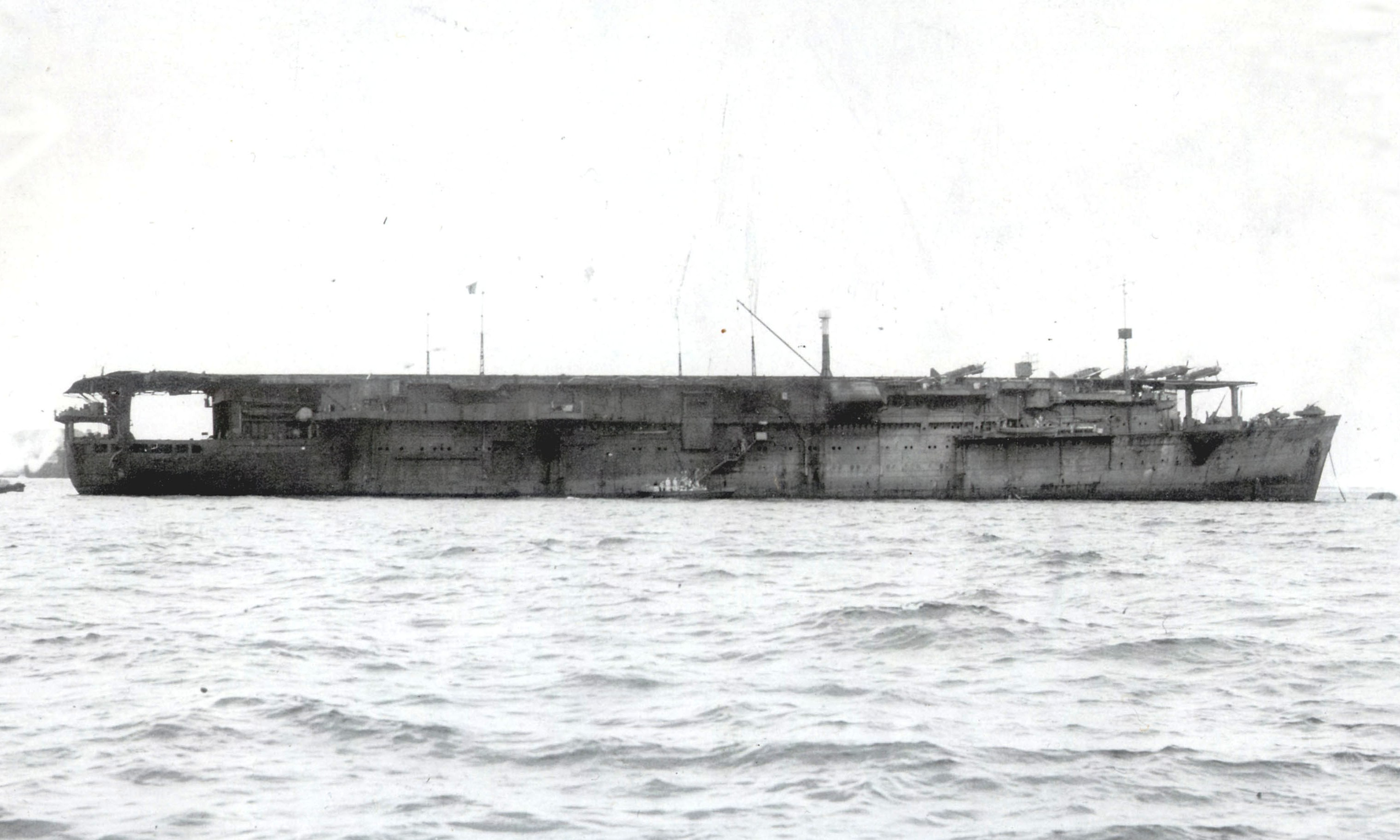
空母「大鷹」

8月18日と8月19日は、「ラッシャー」にとって最良の日であった。この両日は数日来の暴風雨であったが、安定しない海面で浮上したまま哨戒を行っていた。前日の8月17日夕刻、「ラッシャー」より北にいた「レッドフィッシュ (USS Redfish, SS-395) 」がレーダーで大輸送船団の接近を探知し、この情報は「ラッシャー」と「ブルーフィッシュ」にも通報された。この船団はマニラに向かっていたヒ71船団であり、「ラッシャー」と「ブルーフィッシュ」は情報に基づいて浮上追跡を行い、「ラッシャー」はルソン島側に、「ブルーフィッシュ」は西側を航行し好機を待った。5時24分、まず「レッドフィッシュ」がバタン諸島イバヤト島近海でヒ71船団に対して攻撃し、タンカー「永洋丸」（日本油槽船、8,673トン）を撃破して、船団から離脱させた。
「ラッシャー」は位置を移動して船団の接近を待ち続けた。やがて夜20時ごろにレーダーでヒ71船団の接近を探知した。暴風雨の上暗闇では、レーダーだけが頼みの綱であったが、突然船団の輸送船の1隻が灯りを点灯し、これで船団との位置関係が明確に分かるようになった。22時20分ごろ、北緯18度16分 東経120度20分 / 北緯18.267度 東経120.333度の地点で浮上したまま艦尾発射管から魚雷を2本発射し、魚雷は空母「大鷹」の右舷後部ガソリン庫付近に命中し、「大鷹」は大爆発を起こし、他の燃料タンクや弾薬庫も誘爆して22時48分に沈没した。「ラッシャー」は魚雷の装填を急ぎ、23時12分に北緯18度09分 東経119度56分 / 北緯18.150度 東経119.933度の地点で艦首発射管と艦尾発射管から全ての魚雷を発射した。魚雷は特徴的な煙突を持ち、かつて交換船としても活躍した海軍徴傭船「帝亜丸」（帝国船舶、元フランス船アラミス/日本郵船委託、17,537トン）に2本が命中し撃沈する。日付が8月19日に変わってすぐのころには、北緯18度10分 東経119度55分 / 北緯18.167度 東経119.917度の地点での四度目と五度目の攻撃で艦首発射管から魚雷を4本、艦尾発射管から魚雷を2本発射し、特設運送船「能代丸」（日本郵船、7,184トン）の左舷船倉に魚雷が1本、海軍徴傭船「阿波丸」（日本郵船、11,249トン）の船首にも魚雷が1本命中したが、両船は沈没を逃れた。魚雷を全て撃ちつくした「ラッシャー」は、「ブルーフィッシュ」と「スペードフィッシュ (USS Spadefish, SS-411) 」に以降の攻撃を委ねた。このころにはヒ71船団は支離滅裂となり、「ブルーフィッシュ」が特務艦「速吸」を撃沈し、また陸軍特殊船「玉津丸」（大阪商船、9,590トン）も「スペードフィッシュ」の雷撃で沈没、特設運送船（給油）「帝洋丸」（日東汽船、9,849トン）もまた沈没した。
一連の攻撃が終わったのち、夕方に「ラッシャー」は浮上して「スペードフィッシュ」と会合、ミッドウェー島経由で真珠湾に向かった。9月3日、43日間の行動を終えて真珠湾に帰投。サンフランシスコに回航されて9月11日に到着。ハンターズ・ポイント海軍造船所でオーバーホールに入り、5インチ砲やSTレーダーが装備されて戦力が向上した。また、艦長がベンジャミン・E・アダムス・ジュニア少佐（アナポリス1935年組）に代わった。12月20日にオーバーホールが完了した「ラッシャー」は真珠湾を経てミッドウェー島に回航された。

### 第6、第7、第8の哨戒 1945年1月 - 8月
1945年1月20日、「ラッシャー」は6回目の哨戒で「パイロットフィッシュ (USS Pilotfish, SS-386)」「フィンバック (USS Finback, SS-230) 」とウルフパックを構成し東シナ海に向かった。2月15日、「ラッシャー」は北緯25度59分 東経120度55分 / 北緯25.983度 東経120.917度の地点でレーダーにより探知した船種不明の目標に対して魚雷を4本発射したが失敗。翌2月16日には北緯26度55分 東経121度03分 / 北緯26.917度 東経121.050度の地点で輸送船団を発見し、魚雷を6本発射して1本を4,000トン級輸送船に命中させたと判断された。この哨戒で、この他に遭遇したのは小型監視艇、病院船、そして哨戒機だけであった。3月16日、53日間の行動を終えてグアムアプラ港に帰投。艦長がチャールズ・D・ナース少佐（アナポリス1939年組）に代わった。
4月17日、「ラッシャー」は7回目の哨戒で日本近海に向かった。この哨戒では主任務はパイロットの救助任務であり、戦闘といえば4月29日に北緯33度45分 東経139度20分 / 北緯33.750度 東経139.333度の地点で100トンと50トンの海上トラックを40ミリ機関砲と20ミリ機銃で攻撃して撃沈あるいは撃破し、5月10日には北緯33度27分 東経139度33分 / 北緯33.450度 東経139.550度の地点で1,000トンから1,500トン級の小型輸送船に対して魚雷を6本発射したが、命中しなかった。哨戒期間を通じて、担当海域に味方の航空機が洋上不時着することはなかった。5月29日、44日間の行動を終えてミッドウェー島に帰投した。
6月23日、「ラッシャー」は8回目の哨戒で台湾近海に向かった。この哨戒でも主任務はパイロットの救助任務だった。サイパン島タナパグ港を経由し担当海域に到着したが、今回も担当海域に味方の航空機が洋上不時着することはなかった。7月8日、配置換えの命令を受け、一旦スービック湾に入港。7月11日に出港し、台湾近海での救助任務を再開した。8月8日まで救助任務に就いた後、スービック湾に向かった。8月11日にタイランド湾に向かったが、その途中で8月15日の終戦を迎えた。8月19日、53日間の行動を終えてスービック湾に帰投した。

### 戦後・レーダー哨戒潜水艦
「ラッシャー」は8月31日にスービック湾を出港し帰国の途に就き、真珠湾とパナマ運河を経由した後、10月6日にニューヨークに凱旋した。その後1946年6月22日に退役し、コネチカット州ニューロンドンの大西洋予備役艦隊に編入された。
「ラッシャー」は1951年12月14日に、フィラデルフィア海軍造船所でV・D・エリー中尉の指揮下限定的に再就役する。この際に SSR-269（レーダー哨戒潜水艦）へ艦種変更され、1952年5月28日に退役後も転換作業が続けられた。フィラデルフィア海軍造船所での広範囲な船体および内部の改修後、1953年7月22日にR・W・スティアー少佐の指揮下、再就役した。11月12日にニューロンドンを出航し、グアンタナモ湾およびパナマ運河を経由してサンディエゴに12月17日到着した。続く2年間をワシントンからアカプルコまでの西海岸沖での作戦活動に費やす。1956年1月4日に第7艦隊に配備された「ラッシャー」は他のアメリカ軍艦艇およびSEATO軍艦艇と共に作戦活動に従事した。1956年7月3日にサンディエゴに帰還、早期警戒艦として艦隊演習、対潜水艦戦訓練演習に参加し、その後1958年3月4日から9月4日まで2度目の西太平洋配備に就いた。1959年12月28日に極東に向けて出航した。第7艦隊に合流すると、アメリカ軍と中華民国軍との大規模合同揚陸演習「ブルー・スター Blue Star」に参加した。1960年5月にはマシュー・ペリー代将の上陸を記念して静岡県の下田港で行われた黒船祭りに参加した。1960年6月20日にサンディエゴへ帰還した。

### ベトナム戦争
「ラッシャー」は1960年7月1日に AGSS-229（実験潜水艦）に再類別され、メア・アイランド海軍造船所で所定の工事を実施した。1962年8月中旬まで西海岸方面にあり、1963年2月15日にサンディエゴに戻ってオーバーホールに入った。翌1964年、アメリカおよびカナダ海軍との襲撃訓練に参加した後、1964年8月3日に第7艦隊の一艦としてベトナム戦争に参加し、東南アジア条約機構参加諸国部隊に対するサポートと対潜水艦戦訓練演習に従事した。1965年2月5日にサンディエゴに戻ると再び対潜水艦戦訓練演習に従事していたが、再びアジア海域に呼び戻され、第7艦隊と大韓民国、中華民国およびタイ王国の各海軍との対潜水艦戦訓練演習に従事した。演習終了後は再び本国に戻り、1967年5月27日に退役するまでカリフォルニア水域で対潜訓練にくわえ、1962年に発足したNavy SEALsとの訓練に参加した。退役後はIXSS-269（非類別潜水艦）に分類され、オレゴン州ポートランドに回航され同地で海軍予備役部隊のための訓練艦として使用された。1971年12月20日に除籍され、1974年8月7日にスクラップとして売却された。
「ラッシャー」は99,901トンの日本軍艦艇を撃沈した。これは第二次世界大戦におけるアメリカ軍潜水艦で第2位の記録である。そのうちの半分近くはヒ71船団攻撃の際の記録である。第二次世界大戦での第1、第3、第4、第5の哨戒で殊勲部隊章と7個の従軍星章を受章し、ベトナム戦争の戦功で2個の従軍星章を受章した。